# Западноевропейские охотники-собиратели
Западноевропе́йские охо́тники-собира́тели (англ. Western Hunter-Gatherer (WHG)) — в археогенетике условное название одного из предковых компонентов современных европейцев, происходящего от мезолитических охотников-собирателей, которые расселились от Карпат до Британских островов, следуя за отступающим ледником в финале последнего оледенения.
Наряду со скандинавскими охотниками-собирателями (SHG) и восточноевропейскими охотниками-собирателями (EHG), WHG составляли одну из трёх основных генетических групп в послеледниковый период ранней голоценовой Европы. Граница между WHG и EHG проходила примерно от нижнего Дуная на север вдоль лесов западного Поднепровья к западной части Балтийского моря.
Скандинавские охотники-собиратели представляли собой смесь WHG и EHG в равных пропорциях. Когда-то WHG были основным населением всей Европы, но были в значительной степени вытеснены последовательным расселением ранних европейских земледельцев (EEF) во время раннего неолита. Во время среднего неолита численность WHG стабилизировалась. В эпоху позднего неолита и ранней бронзы вытеснены массовой экспансией западных степных скотоводов (WSH) из Черноморско-Каспийской степи. Среди современного населения происхождение от WHG наиболее распространено среди популяций восточной Балтики.

## Исследования
Западноевропейские охотники-собиратели (WHG) признаны отдельным предковым компонентом, вносящим вклад в происхождение большинства современных европейцев. Большинство европейских популяций можно смоделировать как смесь WHG, EEF и WSH из Понтийско-Каспийской степи. WHG также внесли свой вклад в происхождение других древних групп, таких как ранние европейские фермеры (EEF), которые, однако, были в основном выходцами из Анатолии. С распространением неолита EEF стал доминировать в генофонде в большинстве частей Европы, хотя родословная WHG возродилась в Западной Европе от раннего неолита до среднего неолита.

### Экспансия в континентальную Европу
Считается, что WHG сформировались около 14 000 лет назад, во время интерстадиала Бёллинг-Аллерёд, во время первого крупного периода потепления после ледникового периода. Они представляют собой крупный сдвиг населения в Европе в конце ледникового периода, вероятно, расширение населения в континентальную Европу из рефугиумов Юго-Восточной Европы или Западной Азии. Считается, что их предки отделились от восточных евразийцев около 40 000 лет назад, а от древних жителей Северной Евразии (ANE) — до 24 000 лет назад (оценочная дата возраста останков мальчика с сибирской стоянки Мальта́). Впоследствии эта дата была перенесена ещё дальше во времени благодаря находкам на Янской стоянке рогов шерстистого носорога, примерно на 38 тыс. лет назад, вскоре после расхождения западно-евразийских и восточно-евразийских линий. Валлини и др. 2022 утверждает, что рассредоточение и раскол западно-евразийских линий произошли не ранее ок. 38 000 лет назад, причем более древние европейские экземпляры верхнего палеолита, такие как Златый Кун и Бачо Киро, не были связаны с западными охотниками-собирателями. WHG несли отцовские гаплогруппы C и I. Отцовскую гаплогруппу C до сих пор можно найти у мужчин, живущих в современной Испании, что свидетельствует о давнем присутствии этой линии в Западной Европе. WHG также несли материнскую гаплогруппу U5.
В генетическом исследовании, опубликованном в журнале Nature в марте 2023 года, авторы обнаружили, что предками WHG были популяции, связанные с эпиграветтской культурой, которая в значительной степени заменила популяции, связанные с мадленской культурой около 14 000 лет назад (предки мадленских особей были популяциями, связанными с западными граветтской, солютрейской и ориньякской культурами). В исследовании родословная WHG переименована в «родословную Оберкасселя», впервые обнаруженную к северу от Альп у двух особей возрастом 14 000 лет в Оберкасселе, которых можно смоделировать как примесь предков Виллабруна (которая сама моделируется как примесь между линия, связанная с кластером Вестонице, и линия, являющаяся предком особей Костёнки-14 и Goyet Q116-1), а также родословная Goyet-Q2, связанная с особями, обнаруженными в Европе до последнего ледникового максимума. В исследовании говорится, что всех особей кластера Оберкассель можно смоделировать как c. 75 % Виллабруна и 25 % происхождение Goyet-Q2 или, альтернативно, как 90 % предков Виллабруна и 10 % предков Фурнола, недавно идентифицированного кластера, описанного как сестринская линия предков Goyet Q116-1, обнаруженного у людей, связанных с граветтской культурой юго-западной Европы. Исследование предполагает, что родословная Оберкасселя в основном уже сформировалась до того, как распространилась, возможно, вокруг западной стороны Альп, в Западную и Центральную Европу и Великобританию, где отобранные особи WHG генетически однородны. Это контрастирует с прибытием предков Виллабруны и Оберкасселя в Иберию, которое, по-видимому, включало в себя повторяющиеся события примеси с местным населением, несущим высокий уровень предков Goyet-Q2. Это, а также выживание специфических клад Y-ДНК гаплогруппы C1 наблюдаемое среди ранних европейских охотников-собирателей, предполагает относительно более высокую генетическую преемственность на юго-западе Европы в этот период.

### Связи с другими популяциями
Также было обнаружено, что WHG внесли свой вклад в происхождение популяций на границах Европы, таких как ранние анатолийские земледельцы и древние африканцы Северо-Запада, а также другие европейские группы, такие как восточноевропейские охотники-собиратели. Отношения WHG с EHG остаются неясными. Смоделировано, что EHG имеют различную степень происхождения от линии, связанной с WHG, в диапазоне от всего лишь 25 % до 91 %, а остальная часть связана с потоком генов от палеолитического населения Сибири (ANE) и, возможно, кавказских охотников-собирателей. Другая линия, известная как скандинавские охотники-собиратели (SHG), оказалась смесью EHG и WHG.
Люди мезолитической культуры Кунда и нарвской культуры восточной Балтики представляли собой смесь WHG и EHG, демонстрируя самое близкое родство с WHG. Было обнаружено, что образцы украинского мезолита и неолита плотно сгруппированы между WHG и EHG, что позволяет предположить генетическую преемственность на Днепровских порогах в течение 4000 лет. Украинские образцы принадлежали исключительно к материнской гаплогруппе U, которая встречается примерно в 80 % всех европейских образцов охотников-собирателей.
Люди культуры ямочно-гребенчатой керамики восточной Балтики были тесно связаны с EHG. В отличие от большинства WHG, WHG восточной Балтики не получили примеси европейских земледельцев в эпоху неолита. Таким образом, современное население восточной Балтики имеет бо́льшее количество предков WHG, чем любые другие популяции Европы.
Было обнаружено, что скандинавские охотники-собиратели (SHG) представляют собой смесь компонентов WHG, которые, вероятно, мигрировали в Скандинавию с юга, и EHG, которые позже мигрировали в Скандинавию с северо-востока вдоль норвежского побережья. В пользу этого говорит тот факт, что у SHG из западной и северной Скандинавии было меньше предков WHG (около 51 %), чем у людей из восточной Скандинавии (около 62 %). Считается, что WHG, проникшие в Скандинавию, принадлежали к аренсбургской культуре. У EHG и WHG наблюдались более низкие частоты аллелей SLC45A2 и SLC24A5, которые вызывают депигментацию, и OCA/Herc2, вызывающих светлый цвет глаз, чем у SHG.
ДНК одиннадцати WHG верхнего палеолита и мезолита в Западной Европе, Центральной Европе и на Балканах была проанализирована на предмет их гаплогрупп Y-ДНК и гаплогрупп мтДНК. Анализ показал, что когда-то WHG были широко распространены от побережья Атлантического океана на западе до Сицилии на юге и до Балкан на юго-востоке на протяжении более шести тысяч лет. Исследование также включало анализ большого количества особей доисторической Восточной Европы. Тридцать семь образцов собрано с территории мезолитической и неолитической Украины (9500-6000 гг. до н. э.). Было установлено, что они являются промежуточными между EHG и SHG, хотя предковый компонент WHG в этой популяции увеличился в эпоху неолита. Образцы Y-ДНК, выделенные от этих людей, принадлежали исключительно гаплотипам R (особенно субкладам R1b1) и гаплотипам I (особенно субкладам I2). мтДНК принадлежала почти исключительно U (особенно субкладам U5 и U4). Проанализировано большое количество индивидов из могильника Звейниеки, которые в основном принадлежали кундской и нарвской культурам Восточной Балтики. На более ранних стадиях эти люди в основном были потомками WHG, но со временем компонент EHG стал преобладающим. Y-ДНК местных обитателей принадлежала почти исключительно гаплотипам гаплогруппы R1b1a1a и I2a1. МтДНК принадлежала исключительно гаплогруппе U (особенно субкладам U2, U4 и U5). Также были проанализированы сорок особей из трех стоянок мезолита Железных ворот на Балканах. По оценкам, эти люди имели 85 % WHG и 15 % EHG. Мужчины имели исключительно гаплотипы гаплогруппы R1b1a и I (в основном субклады I2a). мтДНК принадлежала в основном U (особенно субкладам U5 и U4). Было обнаружено, что люди балканского неолита на 98 % имеют анатолийское происхождение и на 2 % — WHG-происхождение. Было обнаружено, что к эпохе энеолита люди культуры Кукутень-Триполье имели около 20 % предков охотников-собирателей, занимавших промежуточное положение между EHG и WHG. Было обнаружено, что люди культуры шаровидных амфор имеют около 25 % предков WHG, что значительно выше, чем у групп среднего неолита Центральной Европы.

## Комментарии
1. ↑  Eastern Hunter Gatherers (EHG) derive 3/4 of their ancestry from the ANE… Scandinavian hunter-gatherers (SHG) are a mix of EHG and WHG; and WHG are a mix of EHG and the Upper Paleolithic Bichon from Switzerland.'"`UNIQ--ref-00000022-QINU`"'